# Centistes pumilio
Centistes pumilio är en stekelart som beskrevs av Sergey A. Belokobylskij 2000. Centistes pumilio ingår i släktet Centistes och familjen bracksteklar. Inga underarter finns listade.